# Người Carib

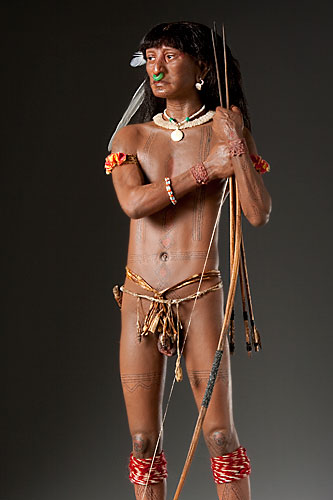
Một chiến binh Carib (tranh của George S. Stuart)

Người Caribe hay người Carib, Kalinago là người dân bản địa được biết đến sau khi mà vùng Caribe đã được đặt tên, đó là một nhóm những người sống ở quần đảo Tiểu Antilles. Họ là những người bản địa châu Mỹ có nguồn gốc nằm ở phía nam Tây Ấn và bờ biển phía bắc của Nam Mỹ. Ngày nay họ sống trong những ngôi làng riêng biệt ở Grenada, Tobago và Dominica. Giống người này được biết đến với những câu chuyện xoay quanh việc ăn thịt người.

## Lịch sử
Người Carib là thuật ngữ dùng để ám chỉ không chỉ có những người sống ở các vùng biển Caribe. Tên gọi đó được bắt nguồn từ ngôn ngữ "những người ăn thịt người". Christopher Columbus là người đầu tiên thông báo về chuyện ăn thịt đồng loại. Những người này được ông gọi là Caniba (một cách phát âm sai của từ Karibna). Sau này nhiều người châu Âu tin rằng người Carib thường xuyên ăn thịt đồng loại của mình. Tuy nhiên đó không phải là sự thật. Người Carib chỉ làm việc này khi họ chống lại kẻ thù của mình.
Bất kì một người Tây Ban Nha nào đi xâm chiếm Trung và Nam Mỹ khi rơi vào tay những người ăn thịt đồng loại này đều cảm thấy khiếp đảm. Tại thời điểm đó, nó được coi là một cách trừng phạt và nô dịch hóa bất kì ai biết đến tục ăn thịt đồng loại. Điều này dẫn đến nhiều bộ lạc ở châu Phi và châu Mỹ bị vu cáo là ăn thịt đồng loại và là nguyên nhân thúc đẩy việc buôn bán nô lệ phát triển.